# 窑上站
窑上站是一个京通线上的铁路车站，位于河北省滦平县大屯乡，建于1977年，目前为四等站，邮政编码为068253。目前客运：办理旅客乘降；行李、包裹托运；货运：办理整车、零担货物发到。